# Telkibánya
Telkibánya község Borsod-Abaúj-Zemplén vármegye Gönci járásában. Az Árpád-kori királyi bányák leghíresebbje található itt.

## Fekvése

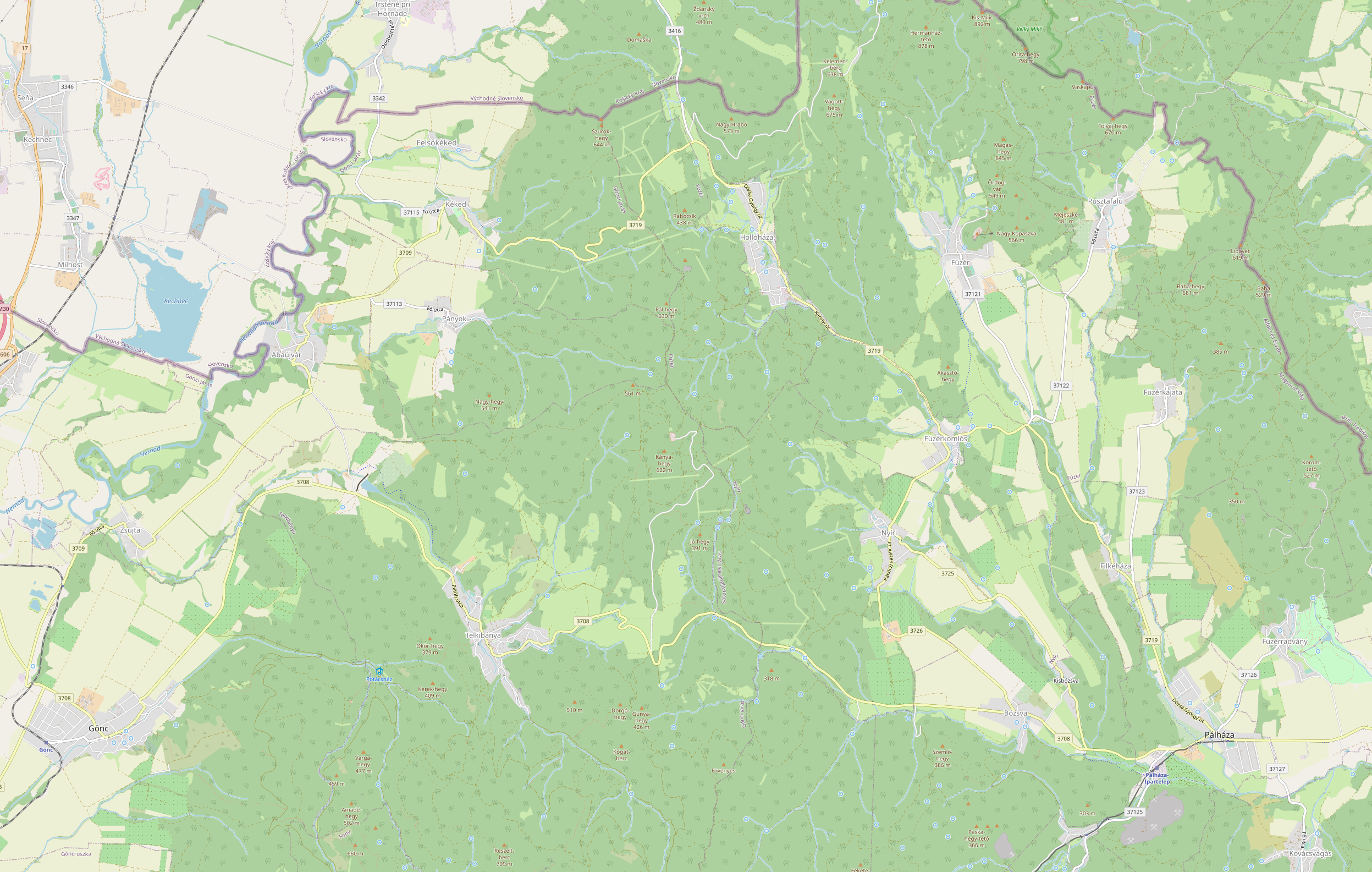
A település környékének térképe

Észak-Magyarországon, a Zempléni hegyvidék (Eperjes–Tokaji-hegység) középső részében, a Hegyközben fekszik, a szlovák határ közelében. Tengerszint feletti magassága 403 méter.
A közvetlenül határos települések: észak felől Pányok, északkelet felől Füzér, kelet felől Nyíri, délkelet felől Regéc, délnyugat felől Fony, nyugat felől Gönc, északnyugat felől pedig Zsujta és Abaújvár.

### Megközelítése
Csak közúton érhető el, Hidasnémeti-Gönc vagy Pálháza-Bózsva érintésével, a 3708-as úton.

## Címere
A címer alakzata lekerekített pajzs, amely két mezőre oszlik. A pajzs alsó ívelt, zöld részén háromtornyú vár, melynek tornyai a pajzs többi részét betöltő kék mezőbe nyúlnak. A vár mindkét oldalán egy-egy díszegyenruhás bányász látható kalapáccsal, ékkel. A kék mező felső harmadában, jobb és bal oldalon negyvenöt fokos szögben döntött pajzs alakú címer, amelyek hosszában osztottak. A mező jobb oldala Árpád-sávos, bal oldala kék alapon öt stilizált arany Anjou-liliomot ábrázol.

## Története
1270-ben említik először mint Teluky falut és bányatelepet, mint Füzér tartozékát. A telkibányai aranybányászatról szóló legkorábbi írásos adat 1341-ből származik. Telkibányát Nagy Lajos 1341-ben bányavárossá emelte. 1367 előtt Telkibánya déli részén egy fából készült kápolna állt. 1367-ben a telkibányai bányaispán engedélyt kért Nagy Lajostól a kápolna elbontásához, annak érdekében, hogy ispotályt építhessenek.  1395-ben fallal és bástyákkal volt övezve. Telkibánya a felső-magyarországi bányavárosok (Gölnicbánya, Szomolnok, Rudabánya, Jászó, Rozsnyó, Igló) szövetségének a tagja. 1447-ben Hunyadi János kormányzó Telkibányát a Rozgonyiaknak adományozta. 1517-ben Telkibánya lakossága 150 fő körüli. A felszín közeli aranytelérek kimerülése után bányászata hanyatlásnak indult, emiatt 1574-1757 között szünetel a termelés. A bányák újbóli megnyitását Mária Terézia rendelte el. A 19. század elején a telkibányai arany- és ezüstbányák még működnek, a településen vájárok és csillések is élnek. Telkibánya a regéci uradalom része volt. Gazdája előbb a Lórántffy, Thököly, majd Rákóczi-család volt, később a kincstár kezébe is került. 1825-ben a regéci uradalom tulajdonosa, Bretzenheim Ferdinánd herceg porcelángyárat alapított Telkibányán, a környékbeli kaolin-lelőhelyekre alapozva. Ez volt az első porcelángyár Magyarországon. A falut gyakran emlegetik Aranygombos Telkibányaként, úgy tartják hogy a templom keresztjét tartó gomb lehetett arany, amit akkoriban csak a gazdagabb települések engedhettek meg maguknak.

## Közélete

### Polgármesterei
- 1990–1994: Mester Lászlóné (független)[4]
- 1994–1998: Mester Lászlóné (független)[5]
- 1998–2002: Mester Lászlóné (független)[6]
- 2002–2006: Mester Lászlóné (független)[7]
- 2006–2010: Mester Lászlóné (független)[8]
- 2010–2014: Mester Lászlóné (független)[9]
- 2014–2019: Kassai Zoltán (független)[10]
- 2019–2024: Szabó Zoltán (független)[11]
- 2024– : Szabó Zoltán (független)[1]

## Látnivalók Telkibányán és környékén
- Vártemplom
- Kopjafás temető
- Telkibánya, helytörténeti kiállítás
- Koncfalvai ipartörténeti rom
- Érc- és Ásványbányászati Múzeum
- Szent Katalin-ispotály és kápolna
- Károlyi-vadászkastély - ma szállóként működik

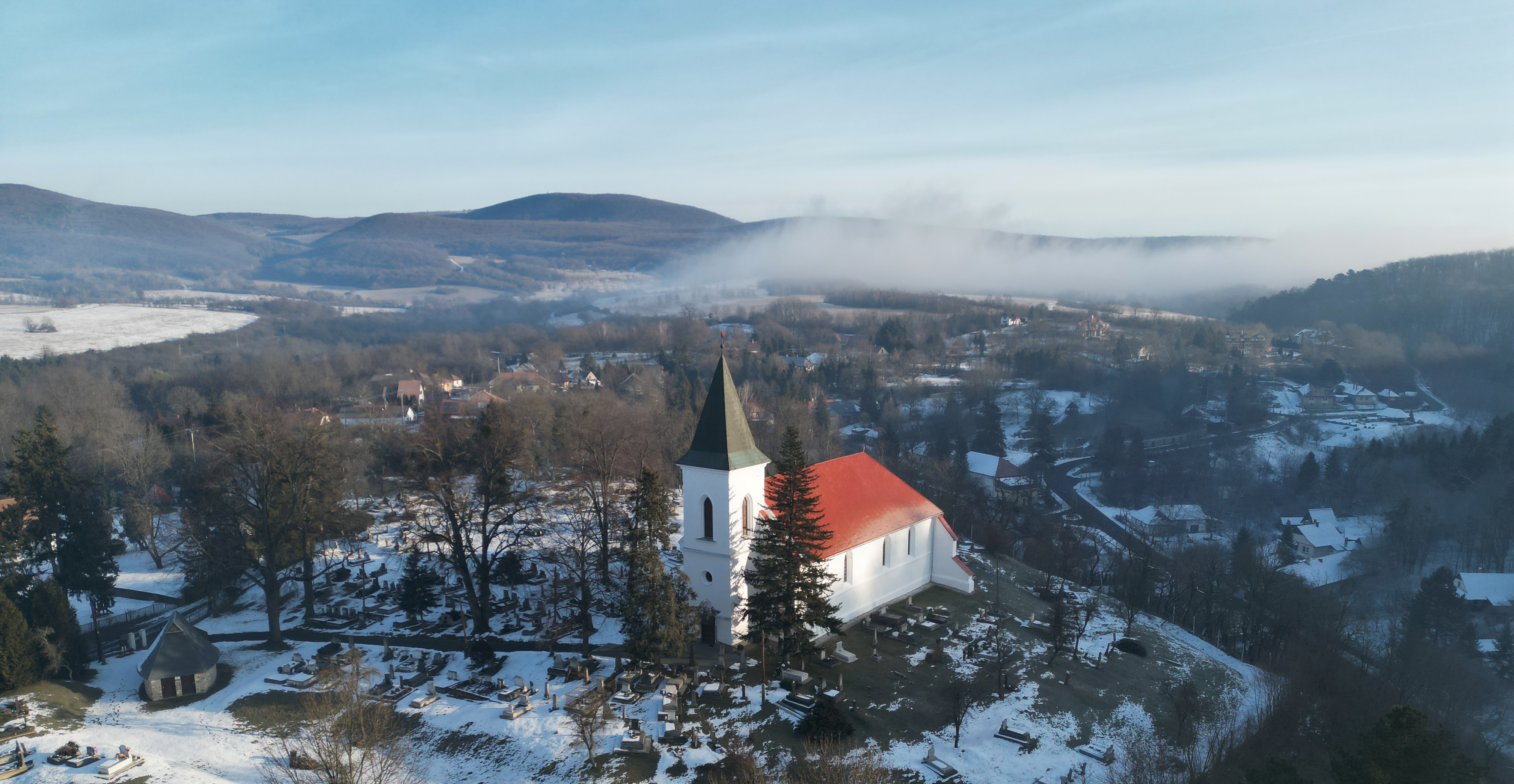
Castle Church and Buttonwood Cemetery (Telkibánya)

- Aranyásók útja
- Jegesbarlang [12]

## Népesség
A település népességének változása:
| Lakosok száma | 567  | 553  | 549  | 549  | 537  | 575  | 565  |
|               | 2013 | 2014 | 2015 | 2021 | 2022 | 2023 | 2024 |

A 2001-es népszámlálás adatai szerint a településnek csak magyar lakossága volt.
A 2011-es népszámlálás során a lakosok 83,6%-a magyarnak, 0,7% cigánynak, 0,2% szlováknak mondta magát (16,4% nem nyilatkozott; a kettős identitások miatt a végösszeg nagyobb lehet 100%-nál). A vallási megoszlás a következő volt: római katolikus 16,9%, református 50,3%, görögkatolikus 2%, evangélikus 0,2%, felekezeten kívüli 2,5% (25,8% nem válaszolt).
2022-ben a lakosság 94,4%-a vallotta magát magyarnak, 2,4% szlováknak, 0,9% cigánynak, 0,6% ukránnak, 0,2% németnek, 4,5% egyéb, nem hazai nemzetiségűnek (3,9% nem nyilatkozott; a kettős identitások miatt a végösszeg nagyobb lehet 100%-nál). Vallásuk szerint 18,8% volt római katolikus, 47,7% református, 2% görög katolikus, 1,1% egyéb keresztény, 0,4% evangélikus, 3,5% felekezeten kívüli (26,1% nem válaszolt).

## Galéria

Képek Telkibányáról
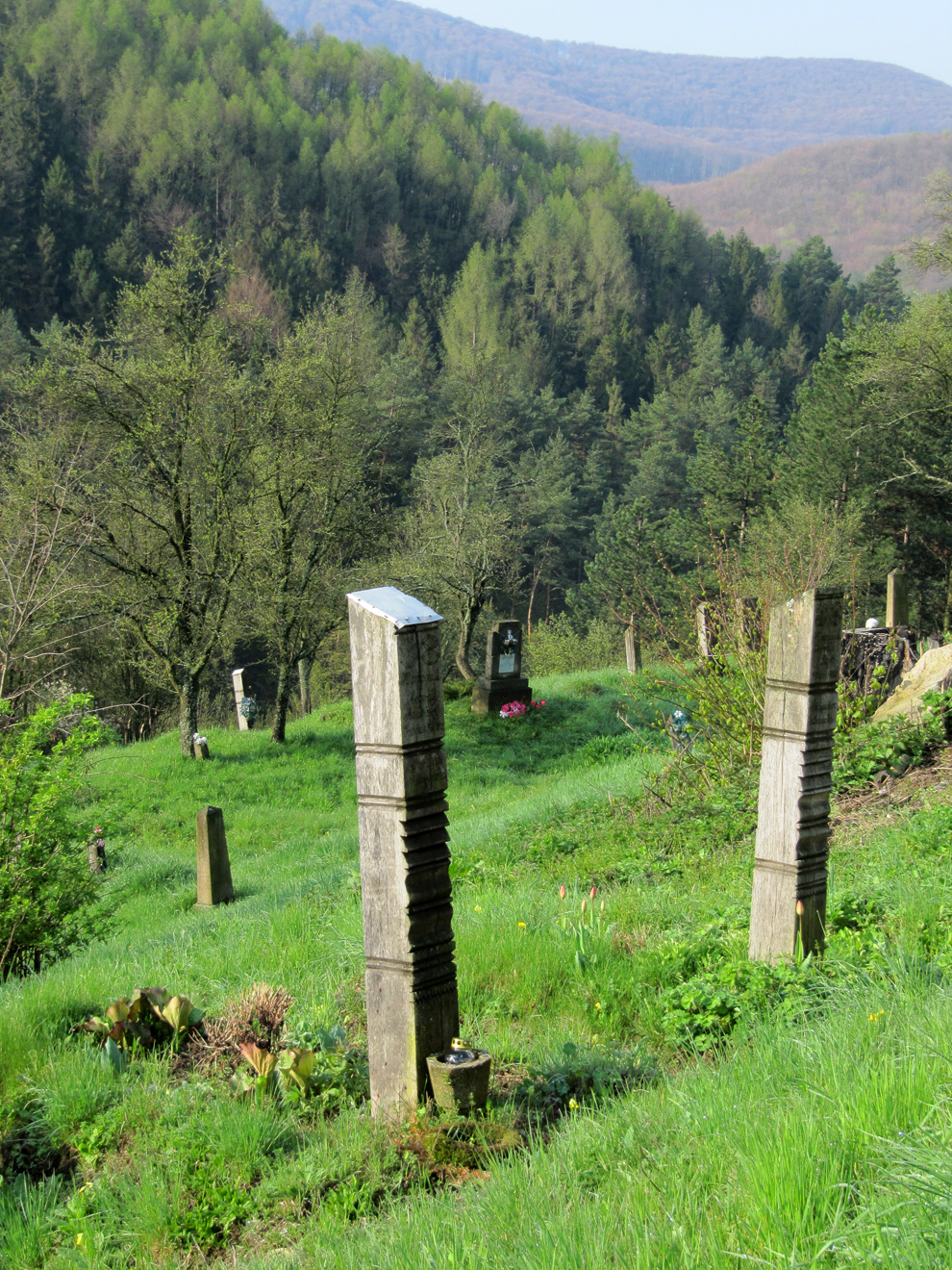
Kopjafás temető a református templom alatt
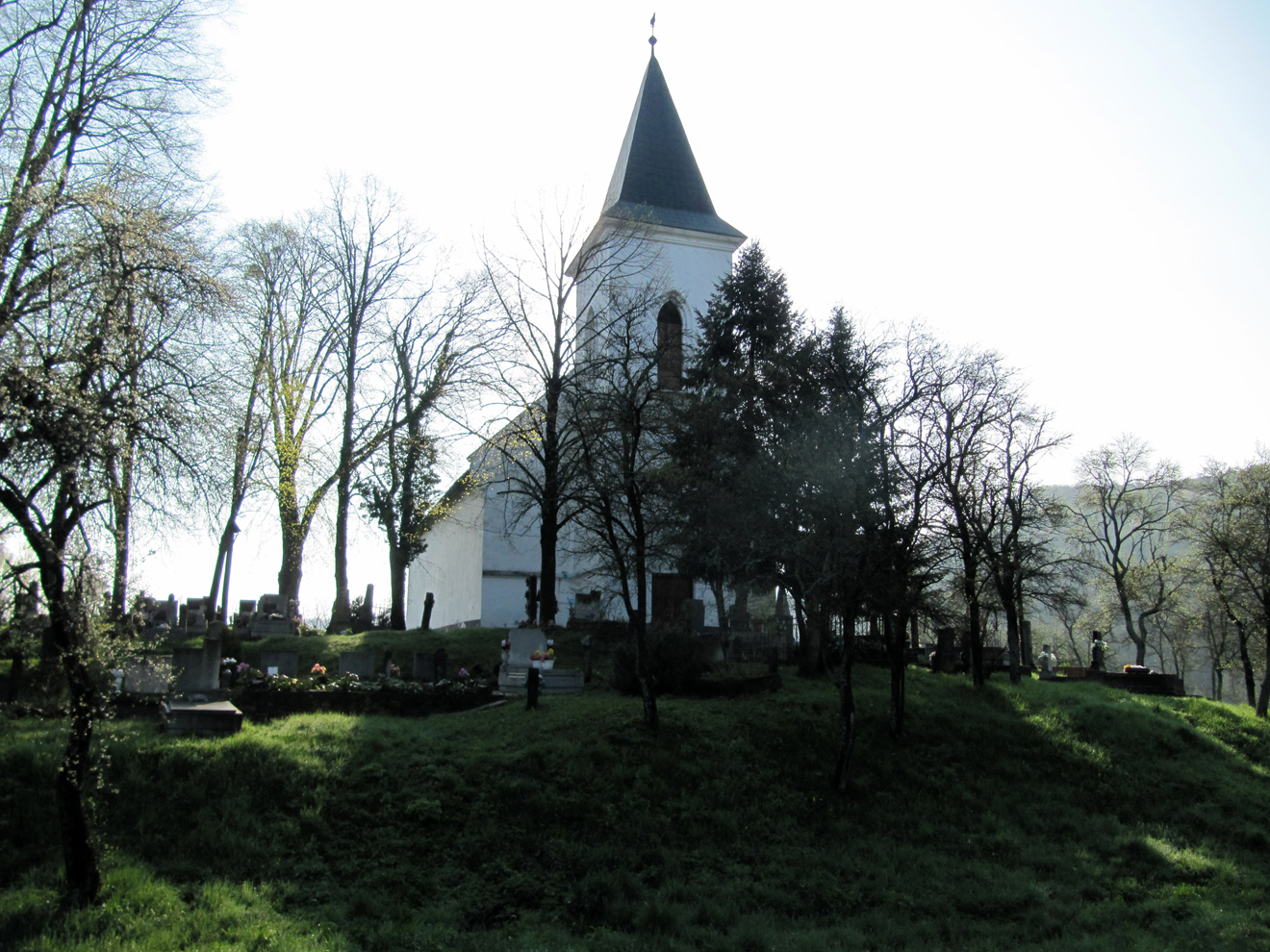
Vártemplom
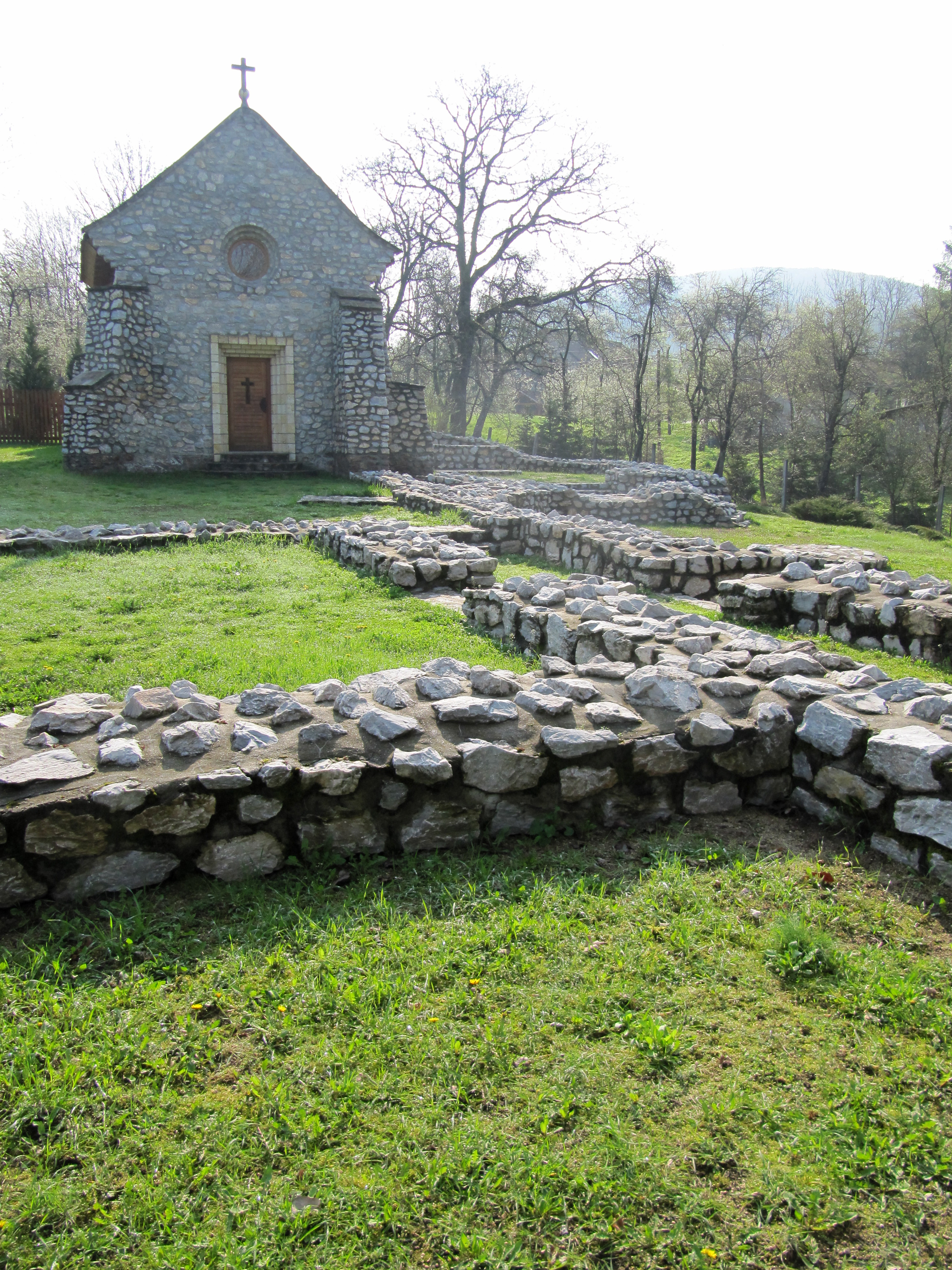
Szent Katalin ispotály és kápolna romjai
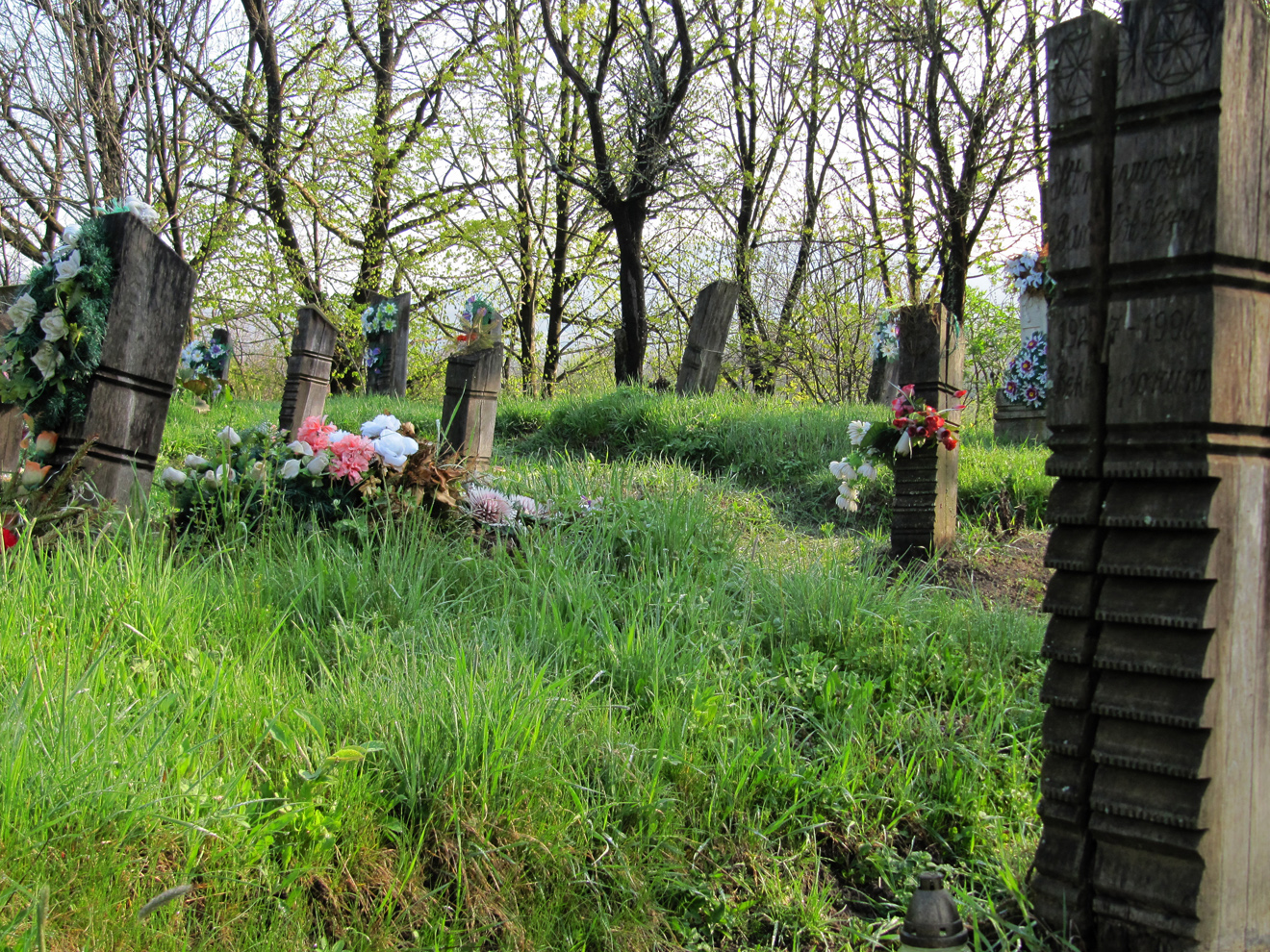
Kopjafás temető a református templom mögött
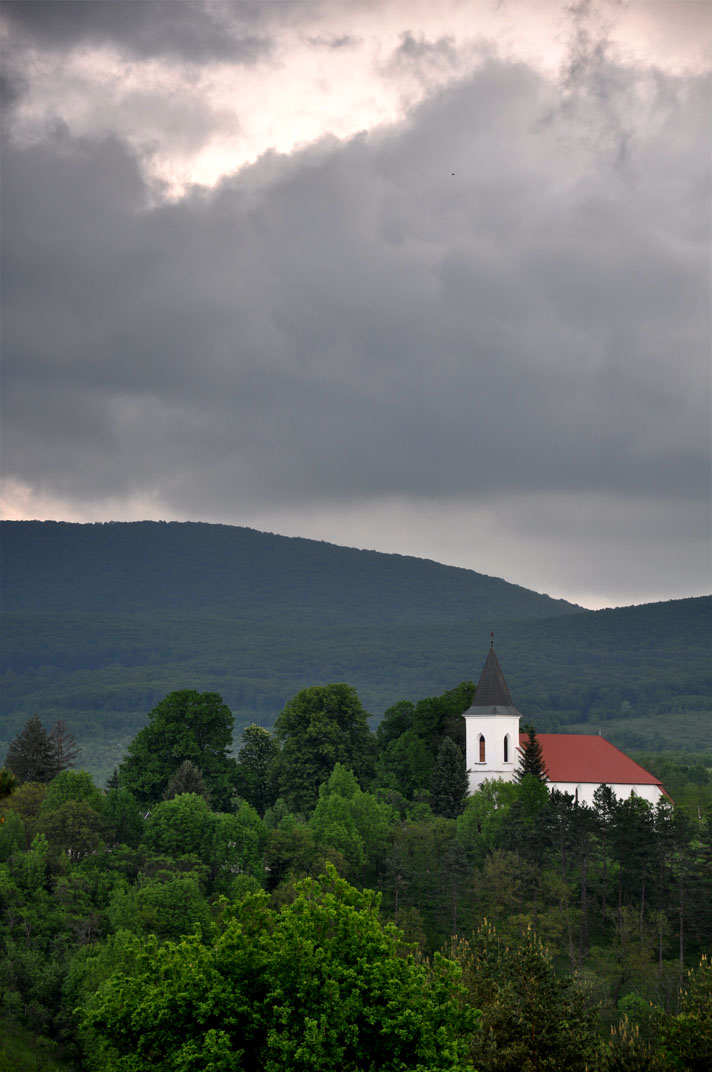
Református templom a Bizsókáról
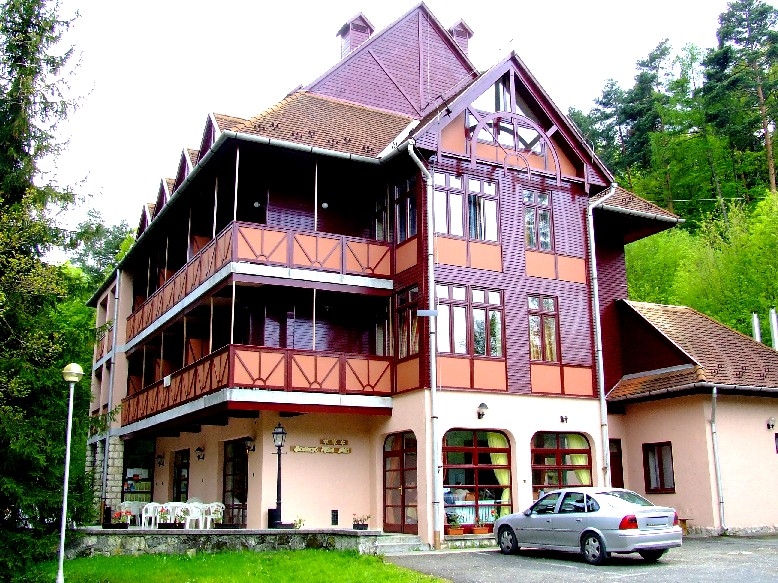
A Károlyi-kastély
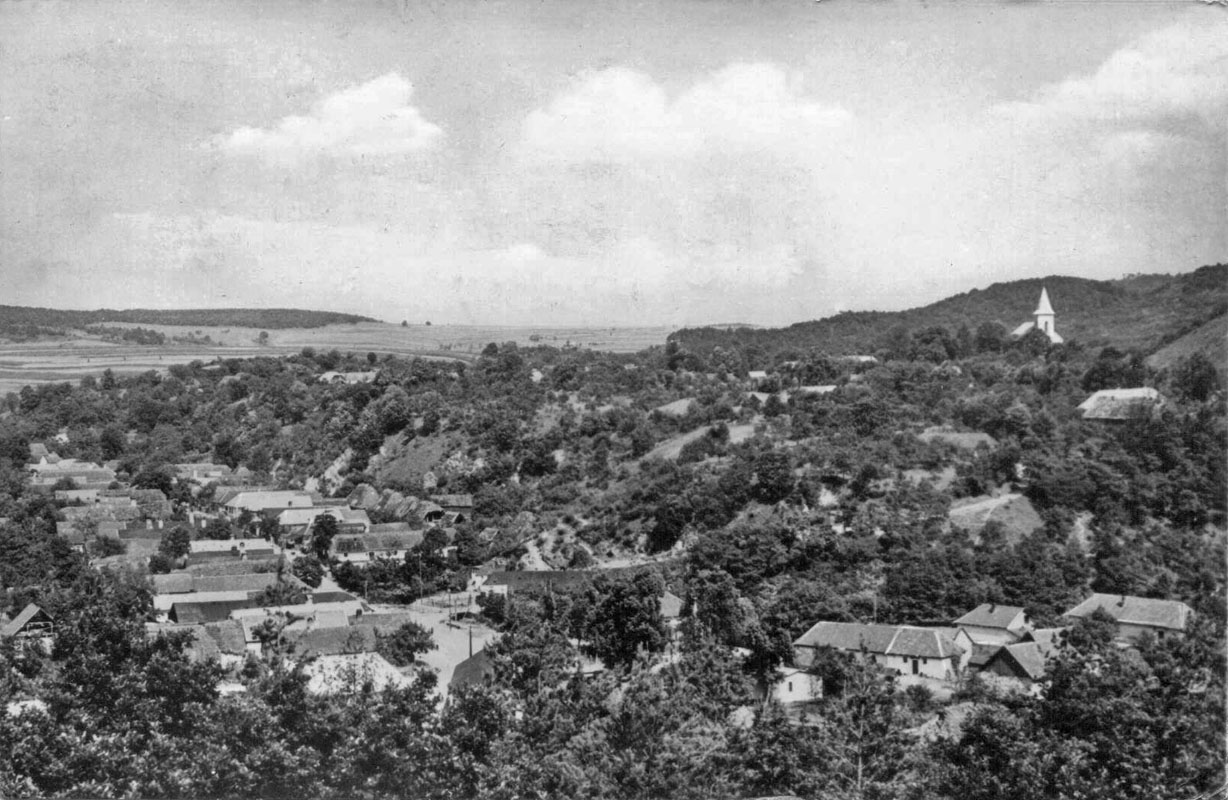
Régi kép a Nagy utcáról